# Stari trg pri Ložu
Stari trg pri Ložu je naselje u Sloveniji, središte Općine Loška dolina. Stari trg pri Ložu se nalazi u pokrajini Notranjskoj i statističkoj regiji Notranjsko-kraškoj. 

## Stanovništvo
Prema popisu stanovništva iz 2002. godine naselje je imalo 836 stanovnika.
Etnički sastav 1991:
- Slovenci: 673 (87%)
- Hrvati: 46 (5,9%)
- Albanci: 14 (1,8%)
- Srbi: 7
- Muslimani: 7
- Jugoslaveni: 1
- nepoznato: 26 (3,4%)